# توكرو (إيموزار)
توكرو هي إحدى مشيخات المملكة المغربية، تتبع جغرافيا لعمالة أكادير إدا وتنان وإداريًا لإيموزار. يقدر عدد سكانها بـ 481 نسمة حسب الإحصاء الرسمي للسكان والسكنى لسنة 2004.